# Concoide de Nicomedes

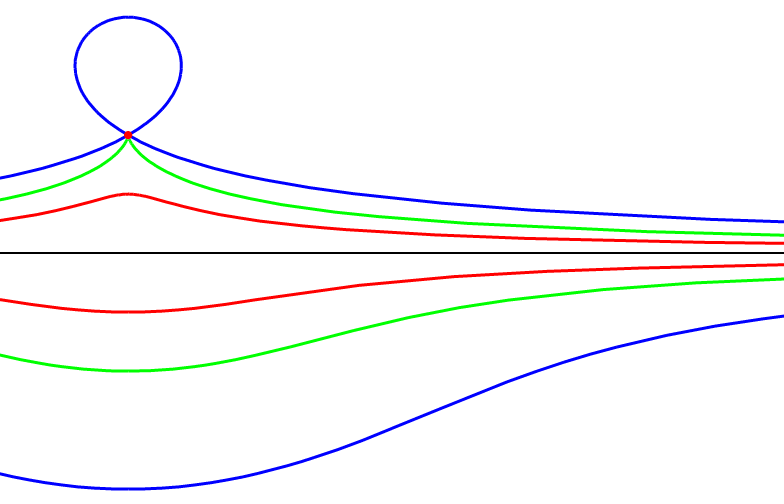
Tres casos de la concoide de Nicomedes según el valor de la distancia k que se añade a cada radio vector (el punto rojo es el polo, y la recta base -en color negro- dista del polo d=1):
[a] k=2 (azul) [b] k=1 (verde) [c] k=1/2 (rojo)

La concoide de Nicomedes es una curva plana ideada por el matemático griego Nicomedes, que vivió aproximadamente al mismo tiempo que Arquímedes en el siglo II a. C. El nombre de concoide, procedente de la palabra griega "κογχοειδής", hace referencia a que la forma de la curva recuerda al perfil de una concha. Es un tipo de concoide cuyos radios vectores trazados desde un punto fijo cortan a una recta (denominada "base") a una distancia constante.
Dada una recta base paralela al eje polar situada a una distancia d del origen, y una distancia fija k que se sitúa sobre cada radio vector a partir del punto en el que cruza la recta base (tanto por detrás como por delante), la ecuación en coordenadas polares de la concoide de Nicomedes es:
{\displaystyle \rho ={\frac {d}{cos\ \omega }}+k}
que, en coordenadas cartesianas toma la forma:
{\displaystyle (x-d)^{2}(x^{2}+y^{2})=k^{2}x^{2}\,}
La relación entre los parámetros d y k determina el aspecto de las dos ramas de la curva.

## Construcción

Polo (origen O), eje polar (rojo), recta base m y distancia fija k (AP=AP')

Se fija un punto {\displaystyle O} (llamado polo) y una línea recta {\displaystyle m} distante {\displaystyle d} de {\displaystyle O}. Se considera ahora una segunda línea recta genérica que pasa por {\displaystyle O}, que cruza la línea {\displaystyle m} en {\displaystyle A}. En esta recta, en ambos lados con respecto a {\displaystyle A} se añaden dos segmentos {\displaystyle AP=AP'} cada uno de longitud {\displaystyle k}. El lugar geométrico de los puntos {\displaystyle P} y {\displaystyle P'} obtenidos al rotar la línea recta {\displaystyle m} pasando por {\displaystyle O} se denomina concoide de Nicomedes. La parte de la curva más alejada de {\displaystyle O} (es decir, {\displaystyle P}) se denomina rama externa; y la otra parte recibe el nombre de rama interna.
Es inmediato comprobar que para un sistema de coordenadas polares, la ecuación de la concoide toma la forma
{\displaystyle \rho ={\frac {d}{\cos \theta }}+k.}
Haciendo coincidir el punto {\displaystyle O} con el origen de un sistema de ejes cartesianos {\displaystyle xOy}; y tomando una recta base paralela al eje {\displaystyle y} a una distancia d del origen, y una distancia k a aplicar sobre los radios vectores, la ecuación cartesiana de la curva es:
{\displaystyle (x^{2}+y^{2})(x-d)^{2}=k^{2}x^{2}.}
Por otro lado, las ecuaciones paramétricas toman la forma:
{\displaystyle {\begin{cases}x=d+k\cos \theta \\y=d\tan \theta +k\sin \theta .\end{cases}}}

### Construcción de tangentes y normales

Normal de una concoide de Nicomedes

René Descartes incluyó en su obra "La Géométrie" (La Geometría) explica un método que permite dibujar la normal y, por lo tanto, la tangente de la concoide de Nicomedes.
Aquí se expone brevemente:
Se desea trazar la normal de una concoide de Nicomedes con polo A y módulo b en un punto C. La línea directriz de esta concoide se llamará (BH), donde B es tal que (AB) y (CH) son perpendiculares a (BH).
- Dibujar el segmento [CE] de modo que E sea la intersección entre las líneas (BH) y (CA).
- Colocar el punto F de manera que F pertenezca a [CE] y CF=CH.
- Colocar el punto G en la línea perpendicular a (BH) y pasando por F de modo que FG=EA.
- La línea (CG) es entonces la normal a la curva en C.

## Trisección de un ángulo

Trisección de un ángulo AÔB

La curva se puede utilizar para resolver el problema de la trisección del ángulo. Sea AÔB un ángulo arbitrario. Desde un punto cualquiera {\displaystyle L} del lado {\displaystyle OB} se traza la perpendicular {\displaystyle LD} al lado {\displaystyle OA}, y se considera la concoide construida sobre la recta {\displaystyle LD} con respecto al polo {\displaystyle O} de constante {\displaystyle k=2OL}. La recta paralela a {\displaystyle OA} trazada desde {\displaystyle L} se encuentra con la rama externa de la concoide en {\displaystyle C}. Uniendo {\displaystyle C} con {\displaystyle O}, entonces se tiene que
AÔC = {\displaystyle {1 \over 3}} AÔB
El inconveniente de este procedimiento es que obligaría a trazar una concoide a medida de cada ángulo que se desea trisecar, aunque basta utilizar el método neusis para ajustar una regla con dos marcas (situadas al doble de la distancia OL), entre las rectas {\displaystyle m} y {\displaystyle l}; que además debe pasar por el origen. Esto no sucede con otras trisectrices (como por ejemplo, la trisectriz de Maclaurin), que permiten trisecar cualquier ángulo con la misma curva.

#### Demostración

Concoides de Nicomedes

Sean {\displaystyle N} el punto de intersección de {\displaystyle OC} con {\displaystyle LD} y {\displaystyle M} el punto medio de {\displaystyle CN}.
Por la definición de concoide, se tiene que:
{\displaystyle CN=k=2OL}
y por lo tanto
{\displaystyle CM=MN=OL={k \over 2}.}
Por otro lado, {\displaystyle NLC} es un ángulo recto, luego {\displaystyle LM}, como la mediana relativa a la hipotenusa {\displaystyle CN} del triángulo rectángulo {\displaystyle CLN}, es la mitad de la hipotenusa en sí, es decir
LM = NM = OL.
De ello se deduce que los triángulos {\displaystyle LOM}, {\displaystyle LMC} y {\displaystyle LMN} son isósceles y por tanto:
LÔM = NML = 2 LĈM
Pero LCM = COA porque son ángulos alternos internos y por lo tanto LÔM = 2 CÔA o también
BÔA = LÔA = 3 CÔA
como queda demostrado.

## Duplicación del cubo

Duplicación del cubo mediante una concoide de Nicomedes

La construcción gráfica que permite determinar el valor de {\displaystyle a{\sqrt[{3}]{2}}} necesario para resolver el problema de la duplicación del cubo, se puede generar mediante el procedimiento siguiente:
- Se parte de la medida dada de la arista del cubo a duplicar, denominada a
- Se construye el rectángulo OABC, cuya base OA mide a y cuya altura AB mide b=2a
- Se determina E, el punto medio de OA, por el que se traza una recta vertical
- Se traza la circunferencia (V) con centro en O y radio a, que interseca a OA en el punto H, y que corta a la recta vertical que pasa por E por debajo de OA en el punto G
- Se traza la recta (L), paralela a GH y que pasa por A
- Ahora, se construye la rama exterior de una concoide de Nicomedes con el punto G como polo, la recta (L) como recta base y la distancia a
- Se determina el punto P como la intersección de la concoide con la recta OA. La recta PB corta a la recta OC en el punto M
- Finalmente, se cumple que la distancia CM es {\displaystyle a{\sqrt[{3}]{2}}}

| Demostración |
| De acuerdo con la imagen de la derecha, sea {\displaystyle AD>AB} y, por simplicidad, supóngase {\displaystyle AB=2a} y {\displaystyle AD=2b.} Construir el rectángulo {\displaystyle ABCD} según los datos dados (para la duplicación del cubo, {\displaystyle b=2a}); dividiendo {\displaystyle AD} por la mitad se obtiene el punto medio {\displaystyle E}, que se une con {\displaystyle C;} entonces, prolongar {\displaystyle CE} hasta que encuentre en {\displaystyle F} a la extensión de {\displaystyle AB.} Desde {\displaystyle G,} punto medio de {\displaystyle AB,} trazar la perpendicular a {\displaystyle AB} y con el centro en {\displaystyle B} y el radio igual a {\displaystyle b} (la mitad de {\displaystyle AD}) cortar con un arco de circunferencia dicha perpendicular en el punto {\displaystyle H,} del lado de {\displaystyle AB} en el que no se encuentra el rectángulo {\displaystyle ABCD.}. Unir {\displaystyle H} con {\displaystyle F} y desde {\displaystyle B} se traza la recta {\displaystyle BI} paralela a {\displaystyle HF.}. La concoide tiene {\displaystyle H} como polo, {\displaystyle BI} como recta base y una distancia igual a {\displaystyle b.} La concoide así descrita se encuentra con la línea recta {\displaystyle AB} en un punto {\displaystyle K} y las dos líneas rectas {\displaystyle AB} y {\displaystyle BI} identifican el segmento {\displaystyle HK} en {\displaystyle MK=b.} Indicado con {\displaystyle L} el punto de encuentro de la línea recta {\displaystyle CK} con la línea recta {\displaystyle AD,}, se muestra que los dos segmentos {\displaystyle BK} y {\displaystyle DL} son las dos medias proporcionales buscadas. Efectivamente, definiendo {\displaystyle BK=x} y {\displaystyle DL=y}, como consecuencia de las construcciones realizadas, se tiene que: {\displaystyle HG={\sqrt {b^{2}-a^{2}}}} {\displaystyle GK=a+x} y por lo tanto al unir {\displaystyle H} con {\displaystyle K,} {\displaystyle HK={\sqrt {HG^{2}+GK^{2}}}={\sqrt {b^{2}-a^{2}+\left(a+x\right)^{2}}}={\sqrt {b^{2}+2ax+x^{2}}}.} Pero de los triángulos semejantes {\displaystyle BMK,FHK} se deduce que {\displaystyle FK:BK=HK:MK,} y observando que {\displaystyle MK=b} y que {\displaystyle FK=4a+x,} sustituyendo en la proporción anterior, se tiene que: {\displaystyle {\frac {4a+x}{x}}={\frac {\sqrt {b^{2}+2ax+x^{2}}}{b}}} A partir de aquí, se obtiene el cuadrado {\displaystyle {\frac {16a^{2}+8ax+x^{2}}{x^{2}}}={\frac {b^{2}+2ax+x^{2}}{b^{2}}}} y eliminando los denominadores {\displaystyle 16a^{2}b^{2}+8ab^{2}x+b^{2}x^{2}=b^{2}x^{2}+x^{4}+2ax^{3}.} Al operar y reducir el resultado se llega a {\displaystyle x^{4}+2ax^{3}-8ab^{2}x-16a^{2}b^{2}=0} es decir, {\displaystyle x^{3}\left(x+2a\right)-8ab^{2}\left(x+2a\right)=0} a partir del cual {\displaystyle \left(x^{3}-8ab^{2}\right)\left(x+2a\right)=0} y siendo {\displaystyle \,x+2a} diferente de cero (ya que {\displaystyle x} y {\displaystyle 2a} son medidas de segmento) necesariamente resulta que {\displaystyle x^{3}-8ab^{2}=0} es decir {\displaystyle x^{3}=2a\left(2b\right)^{2}.} De la semejanza de los triángulos {\displaystyle LDC,BCK} se tiene que {\displaystyle 2a:y=x:2b} y, por tanto, {\displaystyle xy=4ab} que permite escribir {\displaystyle y={\frac {4ab}{x}}} Elevando al cubo {\displaystyle y^{3}={\frac {4^{3}a^{3}b^{3}}{x^{3}}}} pero {\displaystyle x^{3}=2a\left(2b\right)^{2}} y por lo tanto {\displaystyle y^{3}={\frac {4^{3}a^{3}b^{3}}{2^{3}ab^{2}}}} simplificando se obtiene {\displaystyle y^{3}=2b\left(2a\right)^{2}} Entonces: {\displaystyle \left\{{\begin{matrix}xy=4ab\\x^{3}=2a\left(2b\right)^{2}\\y^{3}=2b\left(2a\right)^{2}\end{matrix}}\right.} La tercera y primera igualdad, divididas miembro por miembro, dan (1) {\displaystyle {\frac {y^{2}}{x}}=2a} es decir {\displaystyle y^{2}=2ax.} A su vez, el segundo y el primer miembro divididos dan: (2) {\displaystyle {\frac {x^{2}}{y}}=2b,} es decir {\displaystyle x^{2}=2by.} Finalmente, resulta: {\displaystyle {\frac {2a}{y}}={\frac {y}{x}}={\frac {x}{2b}}} En particular, si {\displaystyle 2a=L,} y {\displaystyle b=L,y} es igual al lado del cubo, es el doble del que tiene {\displaystyle 1} por lado. De hecho, de (1) y (2) se sigue: {\displaystyle {\frac {y^{4}}{4a^{2}}}=2by} y por lo tanto {\displaystyle y^{3}=8a^{2}b} sustituyendo los valores de {\displaystyle a} y {\displaystyle b} {\displaystyle y^{3}=2L^{3}} extrayendo la raíz cúbica {\displaystyle y=L{\sqrt[{3}]{2}}} y, si {\displaystyle L=1,} es {\displaystyle y={\sqrt[{3}]{2}}.} |